# Desfile de horrores
Un desfile de horrores es tanto un desfile en el sentido literal, como un instrumento retórico.

## Como un desfile
El término "Desfile de horrores" originalmente se refería a un desfile con gente usando disfraces cómicos y grotescos. Era un aspecto tradicional de los festejos del 4 de julio, en ciertas partes de Estados Unidos en el siglo XIX. Un periódico de 1926 acerca de las celebraciones de aquella fecha en las montañas blancas de Nueva Hampshire describe:
Celebraciones al viejo estilo se llevarán a cabo en Littleton, Lancaster, Colebrook, y Conway, con los usuales desfiles de horrores y grotescos, bandas, automóviles decorados, exhibiciones de fuegos artificiales, y picnics.

## Como instrumento retórico
Un desfile de horrores es el instrumento retórico por el cual el que habla argumenta contra curso de acción, enlistando un gran número de eventos extremadamente indeseables que presumiblemente resultan del mismo. Su poder depende del impacto emocional de las asociaciones indeseables; sin embargo, un desfile de horrores es una falacia en cuanto a que:
- No es probable que los horrores sean consecuencia de la acción.
- El argumento radica exclusivamente en el impacto emocional de los horrores, es decir una apelación a los sentimientos.
- Los horrores pueden no ser malos en realidad.

Un desfile de horrores es un tipo de hipérbole en cuanto a que exagera las consecuencias negativas de la acción. Es similar al argumento de la pendiente resbaladiza, mas no igual, ya que el argumento de la pendiente resbaladiza afirma, "si hacemos esto, lo siguiente que haremos será esto", mientras que un desfile de horrores afirma "Si hacemos esto, entonces todas estas cosas horribles ocurrirán".